# Congregação dos Padres Marianos da Imaculada Conceição
A Congregação dos Padres Marianos da Imaculada Conceição da Santíssima Virgem Maria ou, simplesmente, Marianos da Imaculada Conceição (Congregatio Clericorum Marianorum ab Immaculata Conceptionis Beatissimae Virginis Mariae) é uma congregação religiosa católica fundada por Santo Estanislau de Jesus Maria Papczyński em 24 de outubro de 1673 na Polônia.
A "Congregação dos Marianos da Imaculada Conceição", foi renovada pelo Beato Jorge Matulaitis, em 1909. Instalou-se em Portugal em 1754, sob a direcção do Venerável Servo de Deus Casimiro Wyszyński. Em 1834 foi expulsa devido à extinção das ordens religiosas em Portugal por Joaquim António Aguiar, do governo liberal, mas regressou em 1954. Possui duas casas: uma no Convento de Balsamão, situada em Trás-os-Montes, e outra no Seminário dos Marianos, situado em Fátima. Actualmente, esta congregação religiosa está presente em 18 países.